# Dat ze de mooiste is
Dat ze de mooiste is is een nummer van de Belgische band Clouseau uit 1997. Het is de vierde single van hun zevende studioalbum Adrenaline.
Het nummer is een ballad die gaat over man wiens vrouw hem heeft verlaten. De man is hier erg verdrietig om, en vraagt zich af hoe het zijn ex vergaat met haar nieuwe vriend. "Dat ze de mooiste is" bereikte de 18e positie in de Vlaamse Ultratop 50, en de 78e in de Nederlandse Single Top 100.